# 托斯
托斯，是西班牙巴伦西亚自治区巴伦西亚省的一个市镇。总面积128平方公里，总人口1199人（2001年），人口密度9人/平方公里。